# Brassy (Nièvre)
Pour les articles homonymes, voir Brassy.
Brassy  (nivernais Bressy) est une commune française située dans le département de la Nièvre en région Bourgogne-Franche-Comté.

## Géographie

### Localisation
Brassy se situe dans le Morvan, près du lac du barrage de Chaumeçon. La commune fait partie du parc naturel régional du Morvan. Elle fut desservie par une gare de chemin de fer à partir de Saulieu.

### Les hameaux
la Croix Vieille, le Crot, l'Huis Carré, l'Huis Du bout, Le Bonniard, Bonnetré, l'Huis du Mée, Lavaux, le Creusart, l'Huis Valtois, l'Huis Bouché, Chambrias, Vaucorniau, l'Huis Naudin, Montour, l'Huis des Brosses, Le Moulin de Montour, l'Huis Truchot, Montchelnot, Vieilfou, le Breuil, Velotte, l'Huis Bonardin, Bonin, Brassiot, Gouvault, Razou, les Chaises, Meulois, l'Huis Guyollot, Magnémont, Rivières, le Champ du Moulin, Le Moulin Tala, le Vivier, Brizon, l'Huis Renault, l'Huis Blondot, l'Huis Blin, Vaussegrois, Polquemignon (Porcmignon), la Chaume aux Veaux, Prélard, Vanerioux, le Mont, les Vendue, les Fossottes, le Pont, l'Huis Pilavoine, l'Huis Carré : Un coin du Morvand (le canton de Lormes) - Armand Billaud (1900).

### Climat
Pour des articles plus généraux, voir Climat de la Bourgogne-Franche-Comté et Climat de la Nièvre.
En 2010, le climat de la commune est de type climat de montagne, selon une étude du Centre national de la recherche scientifique s'appuyant sur une série de données couvrant la période 1971-2000. En 2020, Météo-France publie une typologie des climats de la France métropolitaine dans laquelle la commune est exposée à un climat océanique altéré et est dans la région climatique  Lorraine, plateau de Langres, Morvan, caractérisée par un hiver rude (1,5 °C), des vents modérés et des brouillards fréquents en automne et hiver. 
Pour la période 1971-2000, la température annuelle moyenne est de 10,3 °C, avec une amplitude thermique annuelle de 16,2 °C. Le cumul annuel moyen de précipitations est de 1 115 mm, avec 13,7 jours de précipitations en janvier et 9,4 jours en juillet. Pour la période 1991-2020, la température moyenne annuelle observée sur la station météorologique de Météo-France la plus proche, « Dun_sapc », sur la commune de Dun-les-Places à 7 km à vol d'oiseau, est de 10,4 °C et le cumul annuel moyen de précipitations est de 1 181,7 mm. 
La température maximale relevée sur cette station est de 37,6 °C, atteinte le 24 juillet 2019 ; la température minimale est de −15,3 °C, atteinte le 7 février 2012,,. 
Les paramètres climatiques de la commune ont été estimés pour le milieu du siècle (2041-2070) selon différents scénarios d'émission de gaz à effet de serre à partir des nouvelles projections climatiques de référence DRIAS-2020. Ils sont consultables sur un site dédié publié par Météo-France en novembre 2022.

## Urbanisme

### Typologie
Au 1er janvier 2024, Brassy est catégorisée commune rurale à habitat très dispersé, selon la nouvelle grille communale de densité à sept niveaux définie par l'Insee en 2022.
Elle est située hors unité urbaine et hors attraction des villes,.

### Occupation des sols
L'occupation des sols de la commune, telle qu'elle ressort de la base de données européenne d’occupation biophysique des sols Corine Land Cover (CLC), est marquée par l'importance des forêts et milieux semi-naturels (51,2 % en 2018), une proportion identique à celle de 1990 (51,2 %). La répartition détaillée en 2018 est la suivante : forêts (49,7 %), prairies (44,8 %), eaux continentales (1,9 %), milieux à végétation arbustive et/ou herbacée (1,5 %), zones agricoles hétérogènes (1,3 %), zones urbanisées (0,7 %). L'évolution de l’occupation des sols de la commune et de ses infrastructures peut être observée sur les différentes représentations cartographiques du territoire : la carte de Cassini (XVIIIe siècle), la carte d'état-major (1820-1866) et les cartes ou photos aériennes de l'IGN pour la période actuelle (1950 à aujourd'hui).

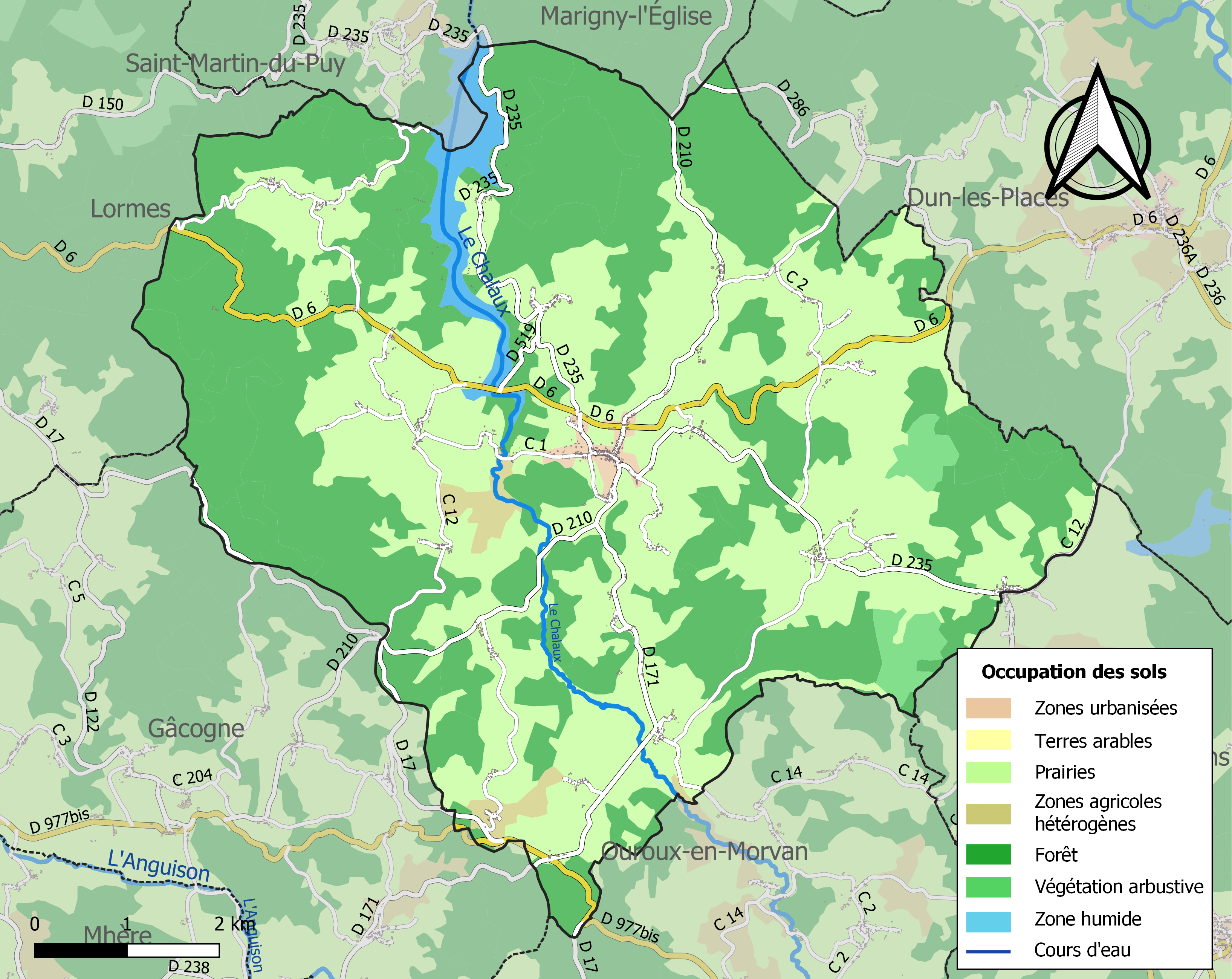
Carte des infrastructures et de l'occupation des sols de la commune en 2018 (CLC).

## Histoire
Ancienne Braciacum gallo-romaine, la paroisse est connue depuis 1052.
Henri de Clamecy y fonda un monastère bénédictin rattaché à l'abbaye de La Charité-sur-Loire.
Brassy fut chef-lieu de canton jusqu'en 1800 et fut désenclavée au XIXe siècle par la création d'une route traversant le Morvan à partir de Lormes, à l'initiative du député André Dupin, dit Dupin Aîné, président de la Chambre des députés sous la Monarchie de Juillet.
En juin 1944, le château de La Chaume des Vaux fut le point de ralliement de l'état major du colonel Jarry et du capitaine Julien, chef du célèbre maquis Julien, organe de Résistance en Morvan.

### Le Tacot du Morvan
Au début du XXe siècle, la commune était desservie par une des lignes du Tacot du Morvan : le chemin de fer de Corbigny à Saulieu.
La commune disposait d'une gare au lieu-dit Razou. Elle partageait également avec la commune voisine de Gâcogne, une autre gare située à la limite des deux communes, au lieu-dit la Gare.
Le trafic voyageurs fut stoppé le 15 mars 1939.

## Politique et administration

### Liste des maires
| Période   | Période   | Identité                                | Étiquette | Qualité           |
| --------- | --------- | --------------------------------------- | --------- | ----------------- |
| 1792      | 1825      | Dominique Prévotat                      |           |                   |
| 1825      | 1831      | Louis Etienne Césaire Borne de Gouvault |           |                   |
| 1831      | 1835      | César Paul Laumain                      |           |                   |
| 1835      | 1837      | Jean-Baptiste Sergent                   |           |                   |
| 1837      | 1858      | Pierre Lazare Henri Baumier             |           |                   |
| 1858      | 1867      | Pierre Lacour                           |           | Propriétaire      |
| 1867      | 1878      | Philippe Frédéric Borne de Gouvault     |           |                   |
| 1878      | 1887      | Charles Léon Pernin                     |           |                   |
| 1887      | 1896      | Pierre Robbé                            |           | Propriétaire      |
| 1896      | 1898      | Martin Voillot                          |           |                   |
| 1898      | 1898      | Auguste Gudin                           |           |                   |
| 1898      | 1901      | Etienne Baudin                          |           |                   |
| 1901      | 1905      | Pierre Maurisso                         |           |                   |
| 1905      | 1908      | Etienne Baudin                          |           |                   |
| 1908      | 1919      | Pierre Robbé                            |           | Propriétaire      |
| 1919      | 1929      | Emile Rembouche                         |           |                   |
| 1929      | 1947      | Léonce Petiot                           |           |                   |
| 1947      | 1947      | Eugène Poillo                           |           |                   |
| 1947      | 1965      | Georges Maurisso                        |           |                   |
| 1965      | 1972      | Robert Folliau                          |           |                   |
| 1972      | 1977      | Marcel Petillot                         |           |                   |
| 1977      | 1989      | Edouard Isambert                        |           |                   |
| 1989      | 1995      | Gaston Malardier                        |           |                   |
| mars 1995 | mars 2008 | Frédéric Beaucher                       |           |                   |
| mars 2008 | mars 2024 | Jean-Sébastien Halliez                  | PS        | Cadre territorial |
| mars 2024 | mai 2024  | Emmanuel Rabeux                         |           |                   |
| mai 2024  |           | Emmanuel Monnier                        |           |                   |

## Population et société

### Démographie
L'évolution du nombre d'habitants est connue à travers les recensements de la population effectués dans la commune depuis 1793. Pour les communes de moins de 10 000 habitants, une enquête de recensement portant sur toute la population est réalisée tous les cinq ans, les populations de référence des années intermédiaires étant quant à elles estimées par interpolation ou extrapolation. Pour la commune, le premier recensement exhaustif entrant dans le cadre du nouveau dispositif a été réalisé en 2004.

En 2022, la commune comptait 594 habitants, en évolution de −4,35 % par rapport à 2016 (Nièvre : −3,28 %, France hors Mayotte : +2,11 %).
| 1793  | 1800  | 1806  | 1821  | 1831  | 1836  | 1841  | 1846  | 1851  |
| ----- | ----- | ----- | ----- | ----- | ----- | ----- | ----- | ----- |
| 1 278 | 1 047 | 1 065 | 1 277 | 1 663 | 1 630 | 1 983 | 2 149 | 2 106 |

| 1856  | 1861  | 1866  | 1872  | 1876  | 1881  | 1886  | 1891  | 1896  |
| ----- | ----- | ----- | ----- | ----- | ----- | ----- | ----- | ----- |
| 1 980 | 1 922 | 2 052 | 2 138 | 2 167 | 2 341 | 2 280 | 2 222 | 2 206 |

| 1901  | 1906  | 1911  | 1921  | 1926  | 1931  | 1936  | 1946  | 1954 |
| ----- | ----- | ----- | ----- | ----- | ----- | ----- | ----- | ---- |
| 2 026 | 2 033 | 1 809 | 1 547 | 1 462 | 1 324 | 1 206 | 1 185 | 961  |

| 1962 | 1968 | 1975 | 1982 | 1990 | 1999 | 2004 | 2006 | 2009 |
| ---- | ---- | ---- | ---- | ---- | ---- | ---- | ---- | ---- |
| 851  | 774  | 693  | 637  | 569  | 574  | 620  | 621  | 637  |

| 2014 | 2019 | 2022 | - | - | - | - | - | - |
| ---- | ---- | ---- | - | - | - | - | - | - |
| 623  | 592  | 594  | - | - | - | - | - | - |

### Vie communale
La commune de Brassy compte 27 associations, un centre de secours de pompiers volontaires, une dizaine d'agriculteurs, une quinzaine d'artisans,une cité des enfants (accueil périscolaire), une Maison d'assistantes maternelles,  un centre pour les enfants au titre de l'aide sociale à l'enfance (19 enfants accueillis pour une vingtaine d'emplois), environ 100 lits touristiques (hôtels, centre d'hébergement), quelques gîtes et chambres d'hôtes. 
Le secteur touristique s'appuie notamment sur la pêche (avec les rivières et les plans d'eau, mais aussi la pisciculture du Moulin Tala), les loisirs de pleine nature, et le lac de Chaumeçon. 
La commune a réalisé avec le parc naturel régional du Morvan l'aménagement du parcours des prairies de Montour, en secteur para tourbeux, où des vaches écossaises de type high land cattle ont été introduites. Le village compte également trois classes, dans le cadre du regroupement pédagogique associant les villages de Gacogne, Mhère, Vauclaix, Dun-les-Places, Marigny-l'Eglise et Chalaux. Il accueille des équipements sportifs (notamment le stade de football), une maison des sports, une aire de jeux, un terrain de pétanque.
Enfin, un réseau de chaleur municipal en bois plaquettes, mis en service en octobre 2015, chauffe les bâtiments municipaux d'une partie du bourg : salle des fêtes, école du bas, 4 logements communaux, agence postale communale, mairie.

## Culture locale et patrimoine

### Lieux et monuments
- L'église Saint-Gervais-et-Saint-Protais, très remaniée à la fin du XIXe siècle, est l'ancienne chapelle prieurale du XIIe siècle, modifiée aux XVe et XVIe siècles. Elle a fait l'objet d'une rénovation complète inaugurée en 2013.

### Artisanat
- Micro brasserie

### Personnalités liées à la commune
- Pierre Malardier (1818-1878) ancien instituteur de Dun-les-Places et député de la Nièvre né à Brassy. L'école maternelle de Lormes porte son nom.
- Le docteur Louis Michon (1892-1973) a habité cette même propriété.